# Анархо-синдикалистская молодёжь (Германия)
Анархо-синдикалистская молодёжь (АСМ) (нем.: Anarcho-Syndikalistische Jugend, вариант — Anarchistisch-syndikalistische Jugend, ASJ) — организация анархо-синдикалистской молодёжи в Германии.

## История
Анархо-синдикалистское молодёжное движение в Германии возникло после Первой мировой войны. В 1921—1933 годах Синдикалистско-анархистская молодёжь Германии (SAJD) насчитывала около 3000 членов в 120 местных группах. Одним из членов и теоретиков SAJD был анархо-синдикалист Гельмут Рюдигер. С 1923 выходил журнал Юнге анархистен (Junge Anarchisten), «орган Синдикалистско-анархистской молодёжи Германии», издававшийся до 1932 тиражом 5000 экземпляров.
«Особенно основанная в 1921 году „Синдикалистско-анархистская молодёжь Германии“(SAJD), которая, будучи самостоятельной, считалась молодёжным объединением ФАУД и между 1923 и 1931 выпускала журнал Junge Anarchisten (Молодые анархисты), редактировавшийся, среди прочих, Георгом Хеппом (Georg Hepp), с первых дней принимала активное участие в борьбе против рвавшегося к власти национал-социализма»(Siegbert Wolf).
После 1945 года в Германии вновь были возникли анархо-синдикалистские молодёжные группы, одной из первых — группа анархической молодёжи в Дортмунде. Действовали также анархо-синдикалистские детские и молодёжные организации в Мюнхене и Нюрнберге.

## Создание
28 февраля 1990 года в Шорндорфе, была основана группа «Синдикалистско-анархистская молодёжь». После того, как 7 мая 1990 года по соседству в Штутгарте была создана ещё одна группа анархистской молодёжи, название было изменено на «Анархо-синдикалистская молодёжь». Кроме Шорндорфа и Штутгарта, группы АСМ существовали также в Битигхайм-Биссингене и Людвигсбурге. В момент основания группа состояла из 10 человек, но затем численность увеличилась до 40.
АСМ была независимой анархо-синдикалистской молодёжной группой, поддерживавшей тесные отношения с местной организацией Свободного союза рабочих и работниц (FAU) в Штутгарте.
Группа просуществовала 3 года и прекратила свою деятельность в 1993 году.

## Деятельность
Анархо-синдикалистская молодёжь была ориентирована прежде всего на практику, хотя отдельные её представители участвовали в дискуссиях по различным вопросам теории и истории анархизма. Главный упор группа из Штутгарта делала на воинствующий антифашизм. Так, члены АСМ принимали участие в столкновениях с неонацистами, а также в сборе сведений о региональных неонацистских структурах.
Кроме того, группа участвовала в кампании бойкота выборов, в борьбе против войны в Персидском заливе, акциях против воссоединения Германии, а также в захвате пустующего дома по Schwabstrasse 16b в Штутгарте. В 1991—1992 годах АСМ была одним из организаторов самостоятельного анархического блока во время революционных первомайских демонстраций в Штутгарте. В 1991 году этот блок собрал 150 человек, в 1992—350 человек. Кроме того, в 1991 г. члены АСМ участвовали в дикой забастовке на предприятии «Баукнехт» (Bauknecht Hausgeräte GmbH) в Шорндорфе и в «Штутгартском ученическом совете». АСМ издавала листовки по различным темам и благодаря массовому распространению наклеек в Штутгарте и окрестностях также была представлена в общественном пространстве.
Представители различных авторитарных левых групп Штутгарта называли АСМ «группой драчунов» («Schlägertruppe»). Тогдашний председатель сталинской Коммунистической партии Германии («Ротер Морген») даже заявил представителю АСМ, что того во время «революции поставит к стенке». Часть автономной и анархической сцены также критиковали агрессивный образ действия АСМ как «бойцовское и мачо-позёрство».

## АСМ в настоящее время
Новая организация Анархо-синдикалистской молодёжи возникла в начале 2009 года. Отправным моментом в создании новой Анархо-синдикалистской молодёжи была дискуссия среди молодых членов FAU по вопросу о создании молодёжной организации, которая четко отмежевалась бы от молодёжных союзов политических партий. В ней члены должны свободно соединяться друг с другом на основе своих интересов и сами принимать решения относительно деятельности группы.
В марте 2009 АСМ была основана в Дюссельдорфе, затем — в Дуйсбурге и Бонне. К середине 2009 года группы АСМ существовали в 10 городах Германии, в том числе в Берлине и в северной части Рурской области.
В августе 2020 года в Вене самостоятельно сформировалась группа АСМ с целью предоставить студентам, ученикам, студентам и лицам, проходящим обучение, а также безработной молодежи структуру самостоятельно от партийно-зависимых молодежных организаций для обмена идеями. В течение года группы АСМ также продолжали формироваться в Зальцбурге, Линце и Винер-Нойштадте.

## Значение
Мартин Фейт о значении группы: «Несомненно, что благодаря АСМ боевой, наступательный анархизм вернулся на улицы Штутгарта. Группу отличала страсть и оптимизм. И мы знали, чего мы хотели — социальной революции — и через неё анархическое общество. Группа отличалась серьёзностью и ответственностью. Мы не были группой клоунов (Spaß-Gruppe). Это замечали как наши враги и противники, так и те, кто воспринимал анархизм как „игру“ и „суррогат семьи“… АСМ связывала индивидуальное, персональное развитие с коллективной борьбой. Стимулом послужила воля к переменам, которая рождается в каждом отдельном человеке, но для осуществления нуждается в совместных действиях».